# Rosen (Farbe)

Farbenzeichen: Rose

Rosen oder Blumen ist eine der vier Spielkartenfarben im Schweizer Blatt. Diese Farbe wurde im 15. Jahrhundert in der deutschsprachigen Schweiz erfunden und ist ein Überbleibsel einer großen Anzahl experimenteller Farbzeichen, die die lateinischen Farben ersetzen sollten. Es entspricht der Farbe Laub im deutschen Blatt und der Farbe Pik im französischen Blatt. da sowohl die Rosen- als auch die Laub-Symbole einen zentralen Stiel auf ihren Augen haben, sodass sie ein Paar mit den schweizerdeutschen Eicheln bilden können. Es könnte von den floralen Mustern auf der norditalienischen Farbe Münzen abgeleitet sein.

## Merkmale

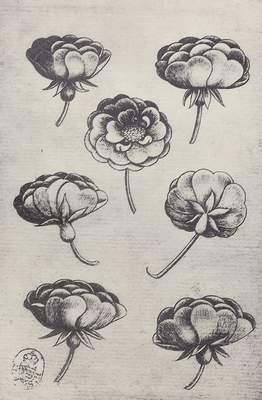
Blumen-7 vom „Meister der Spielkarten“.

Die Rose wird durch eine stilisierte gelbe Blüte mit sechs Blättern und einem orangefarbenen Stempel dargestellt.
Blumen erscheinen als eine von fünf Farben neben Vögeln, Hirschen, Raubtieren und wilden Männern in einem vom Meister der Spielkarten geschaffenen Kartenspiel (um 1455). Damit ist sie eine der ersten Farben, die durch Kupferstich geschaffen wurden. Die Blumenfarbe enthält Alpenveilchen und Rosen. Die Ränge scheinen von 1 bis 9 zu reichen, mit drei oder vier Bildkarten: König, Dame, Ober und/oder Unter. Da Blumen damals ein gängiges Motiv für Manuskripte waren (siehe Fleuron), war es einfach, vorhandene Platten wiederzuverwenden, um neue Kompositionen für das andere Medium zu entwerfen.
Blumen erscheinen als drei von fünf Farben neben Hasen und Papageien in einem runden Kartenspiel (um 1500). Der Name des Künstlers ist unbekannt, es wird aber angenommen, dass es sich um „Meister P.W.“ nach ihrem Monogramm handelt. Die Blumenfarben sind Nelken, Akelei und Rosen. Die Ränge reichen von 1 bis 10 mit vier Bildkarten: König, Dame, Ober und Unter. Zusätzlich gibt es zwei Sonderkarten: eine zu Ehren von Köln und die andere ist eine Todeskarte. Die Gesamtzahl der Karten beträgt 72.
Rosen erscheinen als eine von vier Farben neben Granatäpfeln. und die bekannten Laub und Eicheln in einem Kartenspiel (um 1523), das von Hans Sebald Beham erstellt wurde. Die Ränge gehen von 2 bis 10 mit drei Bildkarten: König auf einem Pferd, Ober und Unter. Römische Ziffern sind oben auf den Karten angegeben, arabische Ziffern unten. Bemerkenswert ist, dass alle Zahlenkarten einen zentralen Stiel haben und auf der Eichel-Drei ein Sau abgebildet ist. Dieses wurde später zur Daus, als die 3er-Reihe in späteren Kartenspielen wegfiel.
Die vier Standardfarben der deutsch-schweizerischen Spielkarten, nämlich Schilten, Eicheln, Schellen und Blumen, wurden in einem um 1530 in Basel hergestellten Buchdeckel auf Spielkarten gefunden. Diese Karten weisen das charakteristische Banner auf, das die Zehner ersetzt, und haben die drei Bildkarten: König auf einem Thron, Ober und Unter. Man geht davon aus, dass sich dieses schweizerisch-deutsche Farbsystem früher entwickelt hat; das früheste Beispiel stammt aus der Zeit zwischen 1433 und 1451, obwohl nur Karten der Farbe Schilten erhalten geblieben sind.

## Karten
Die folgende Bilder stellen die Rosenfarbe eines 1850 Decks des Schweizer Blatts dar:

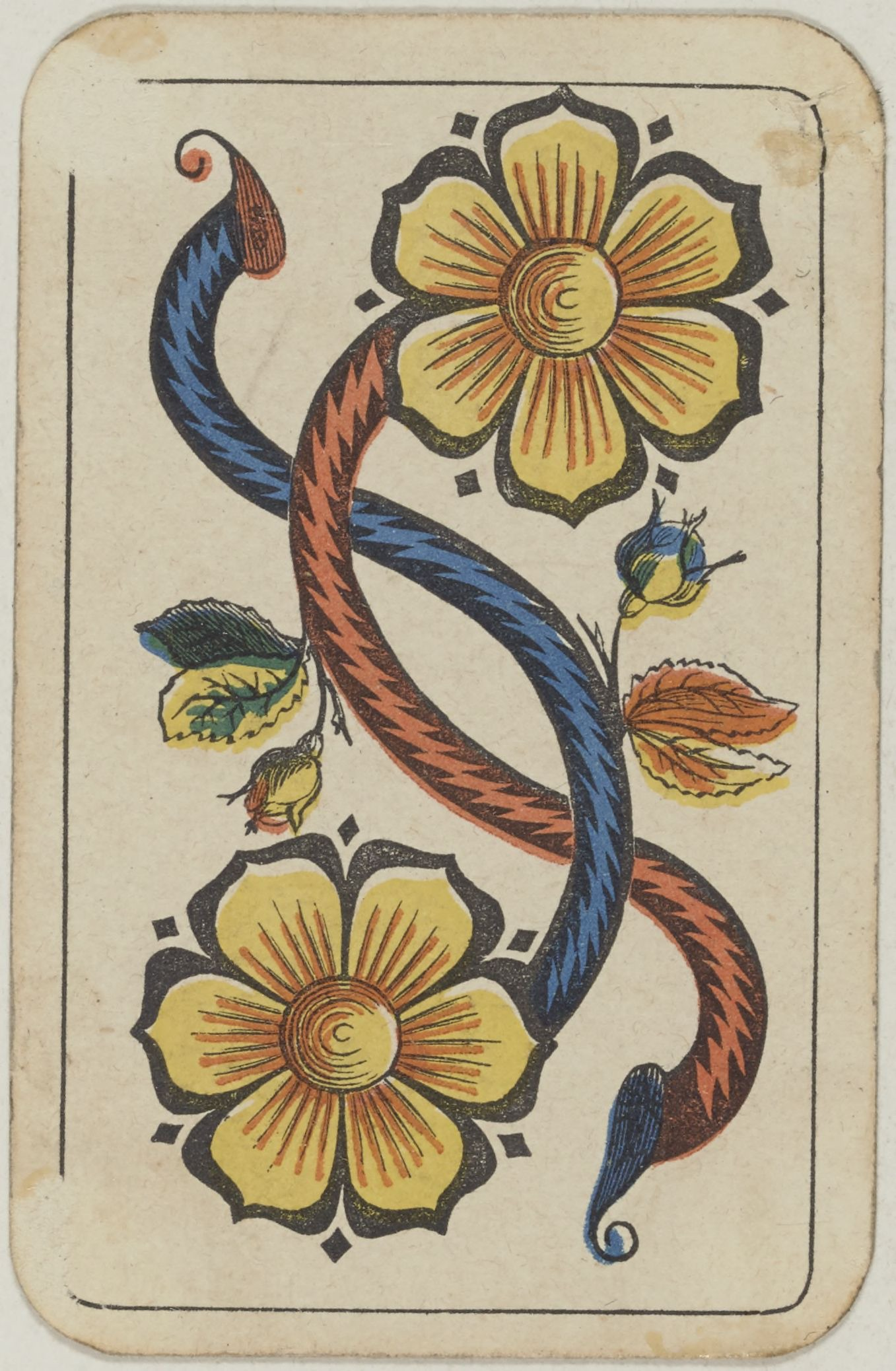
Daus
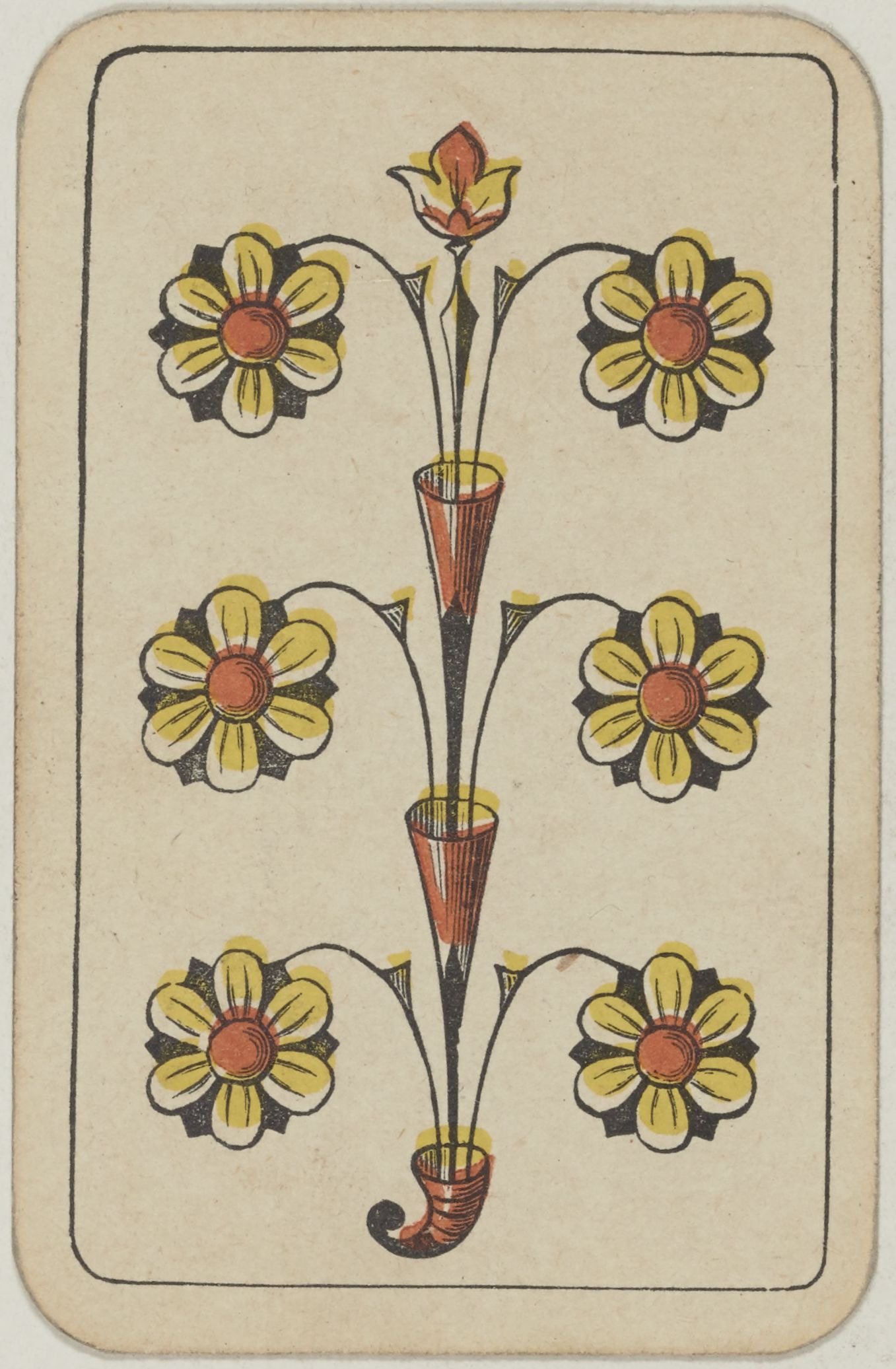
6
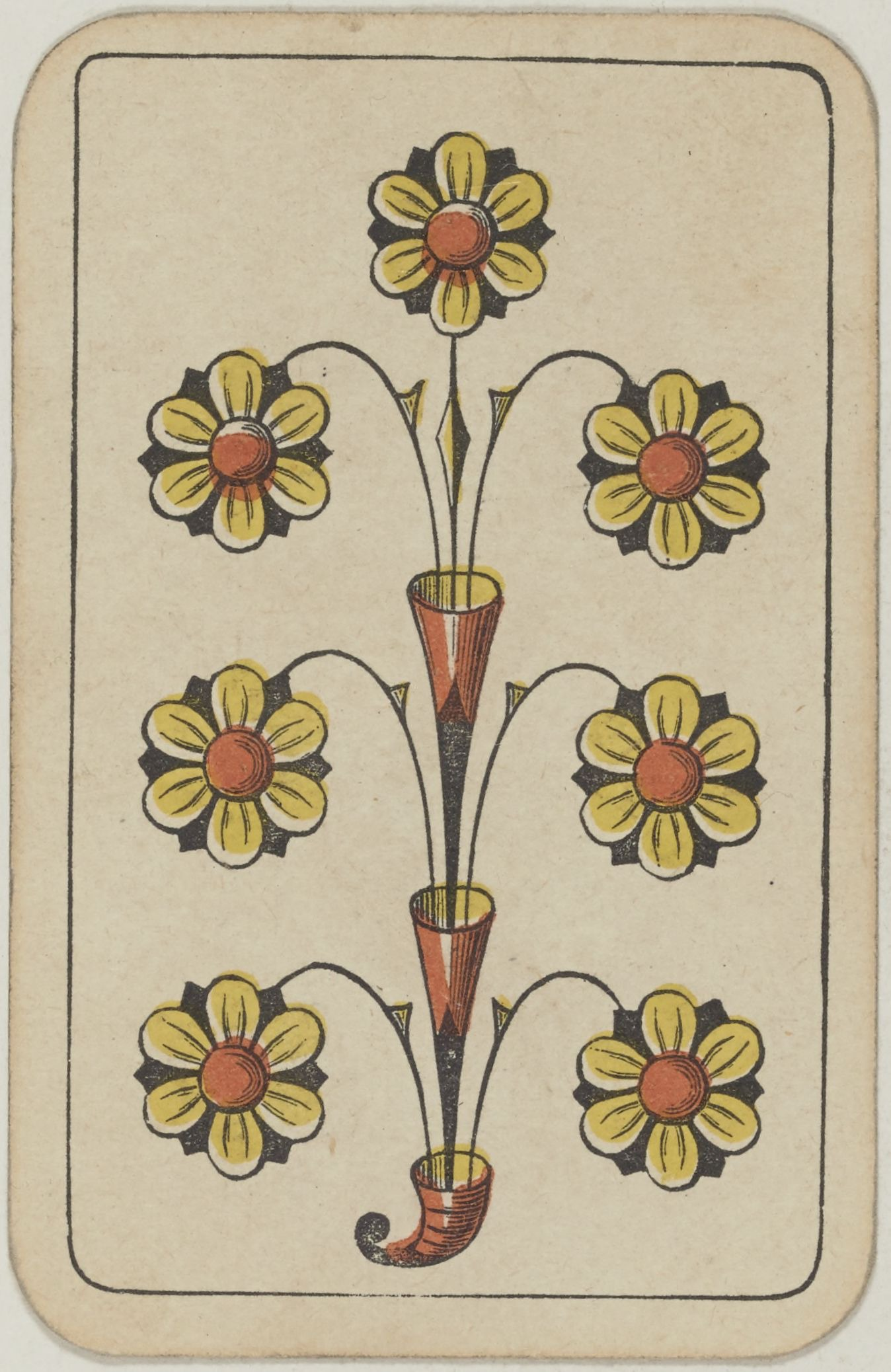
7
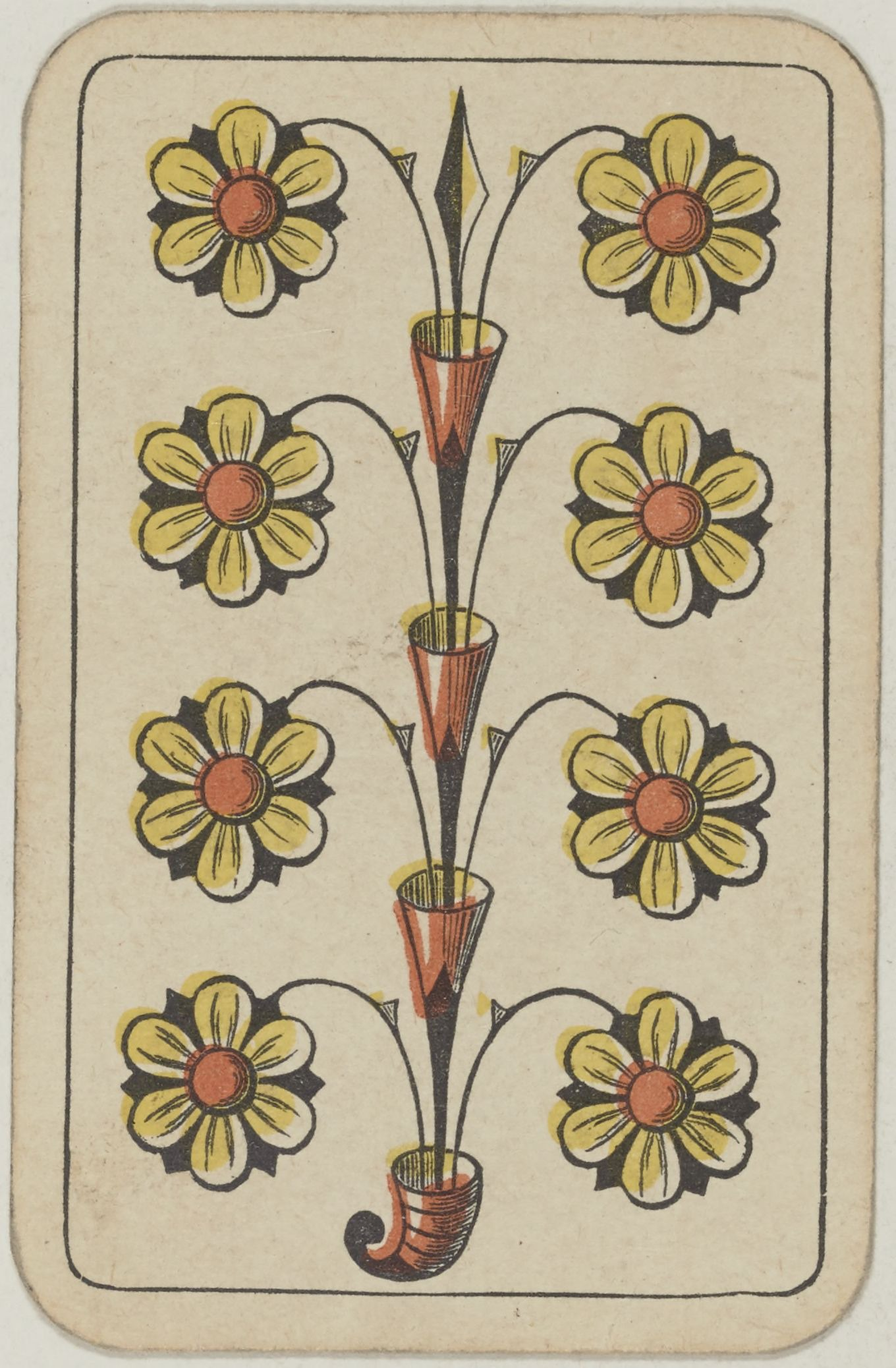
8
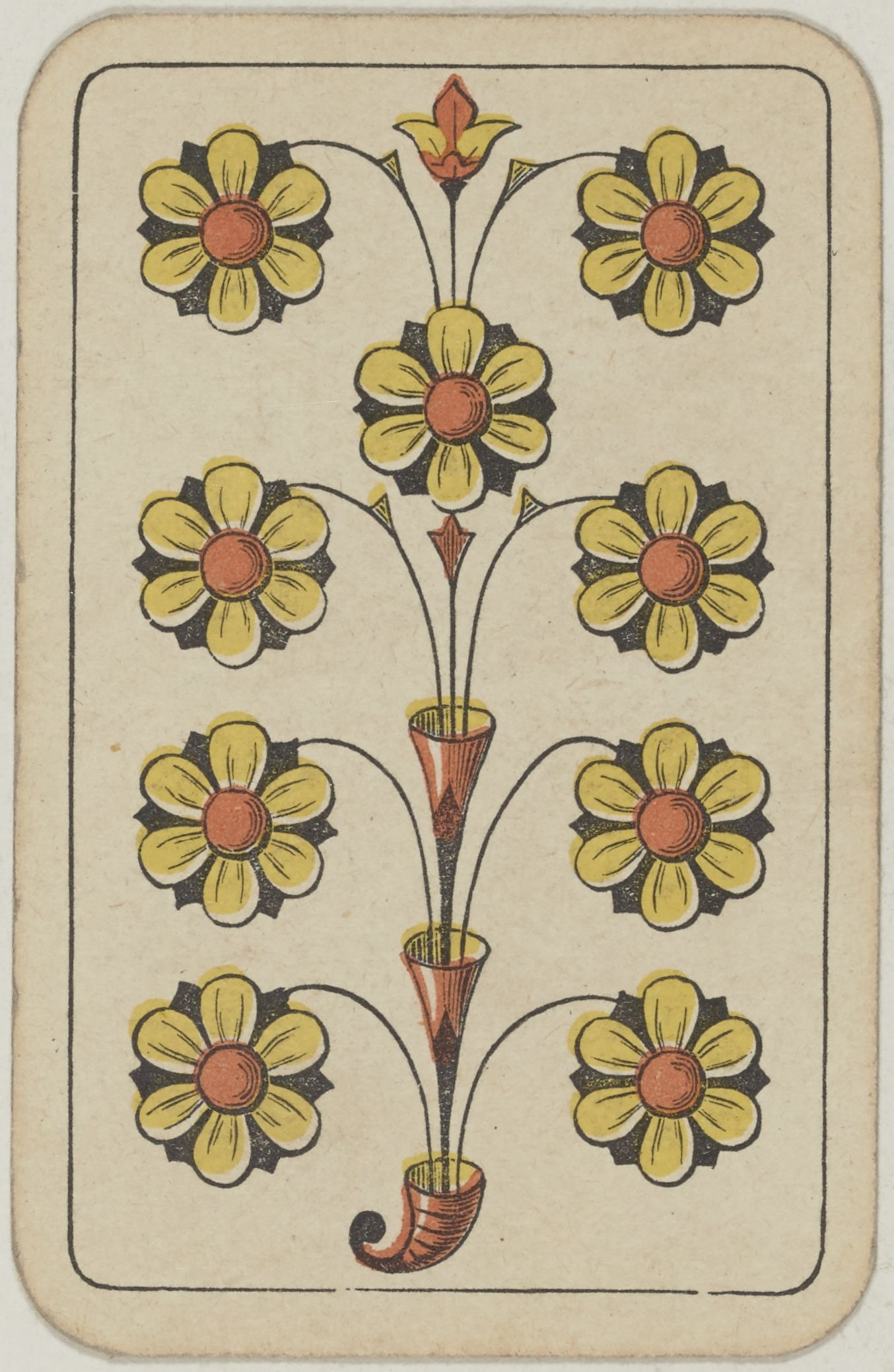
9
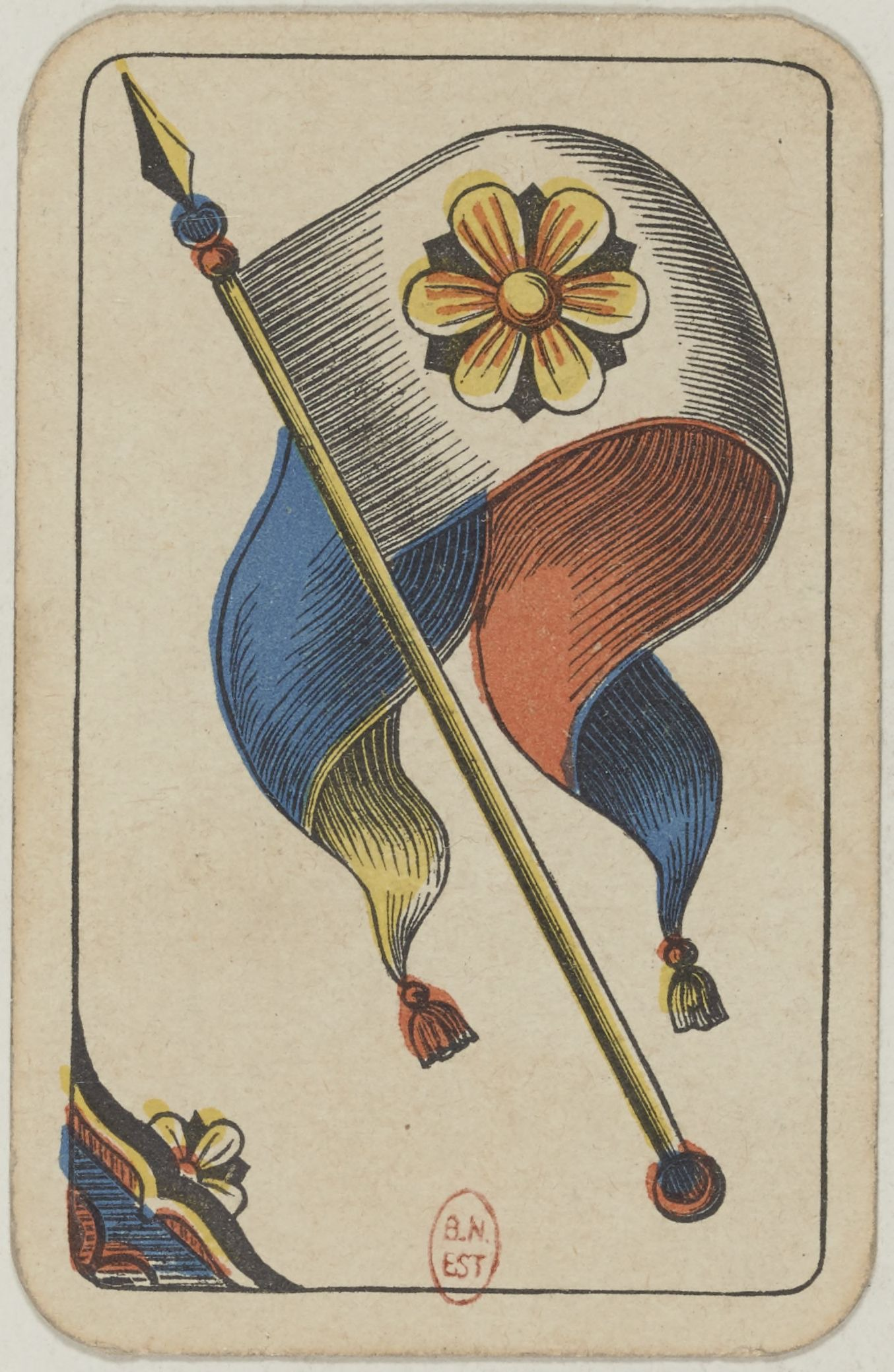
Banner
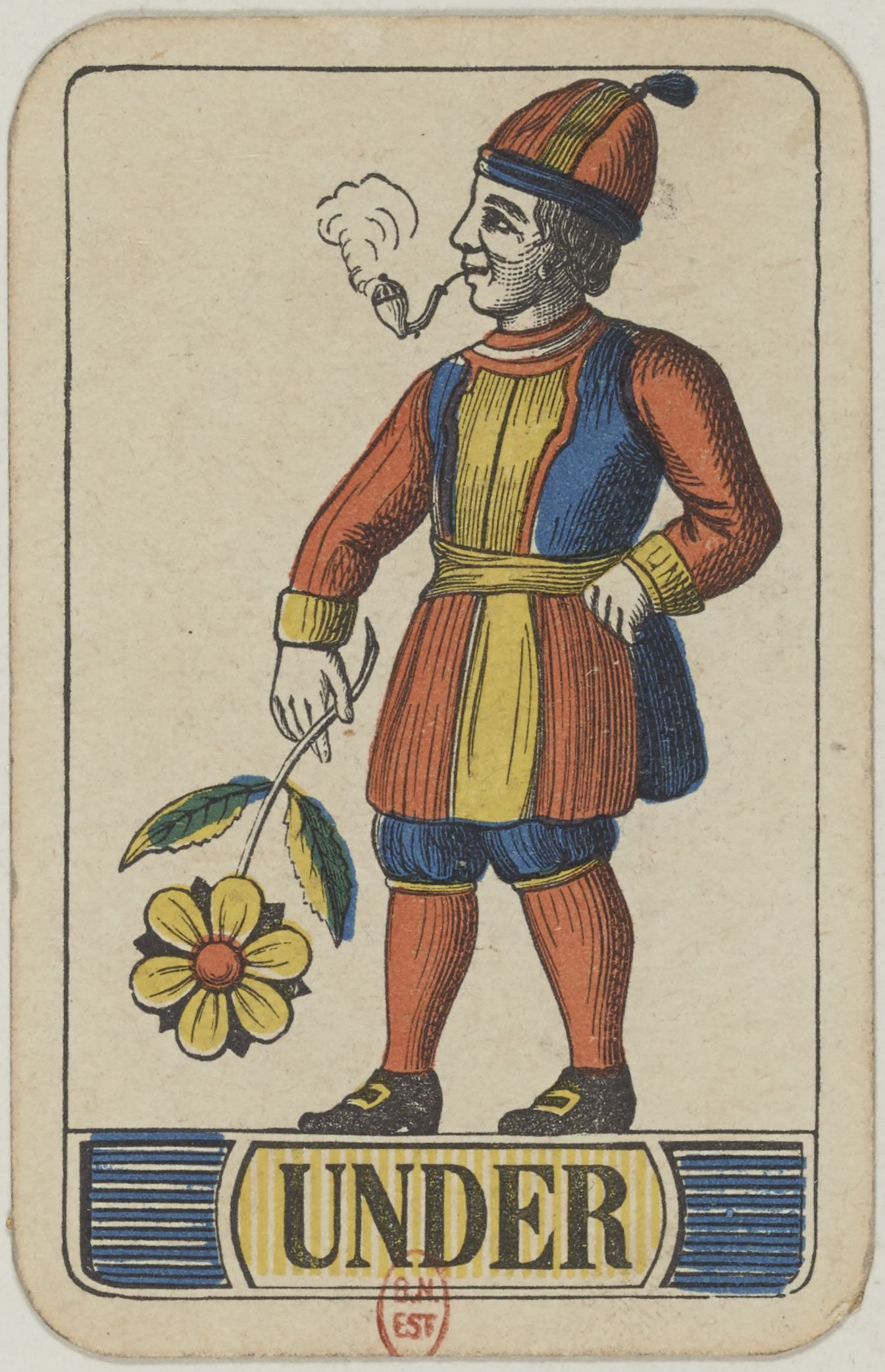
Under
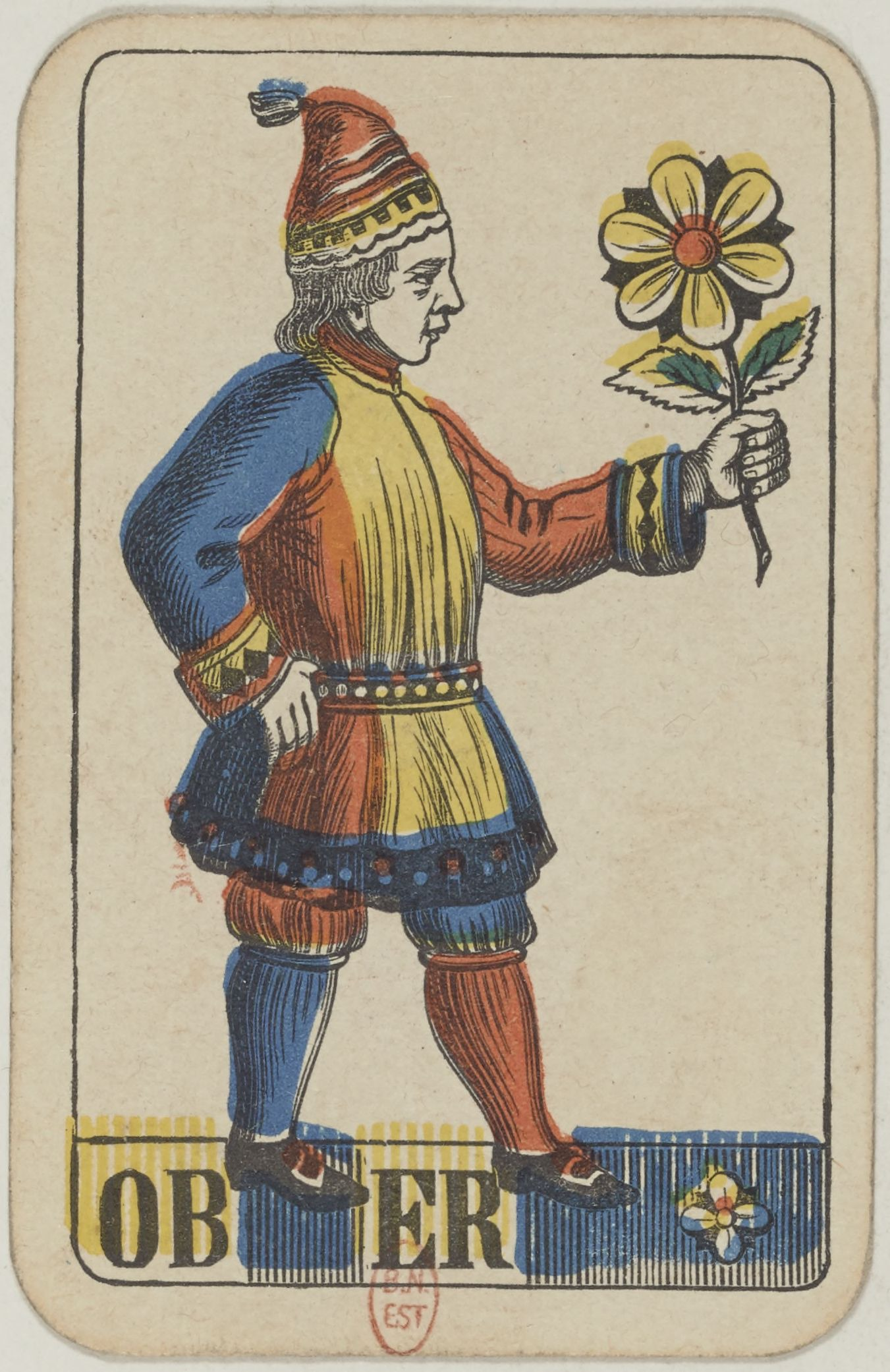
Ober
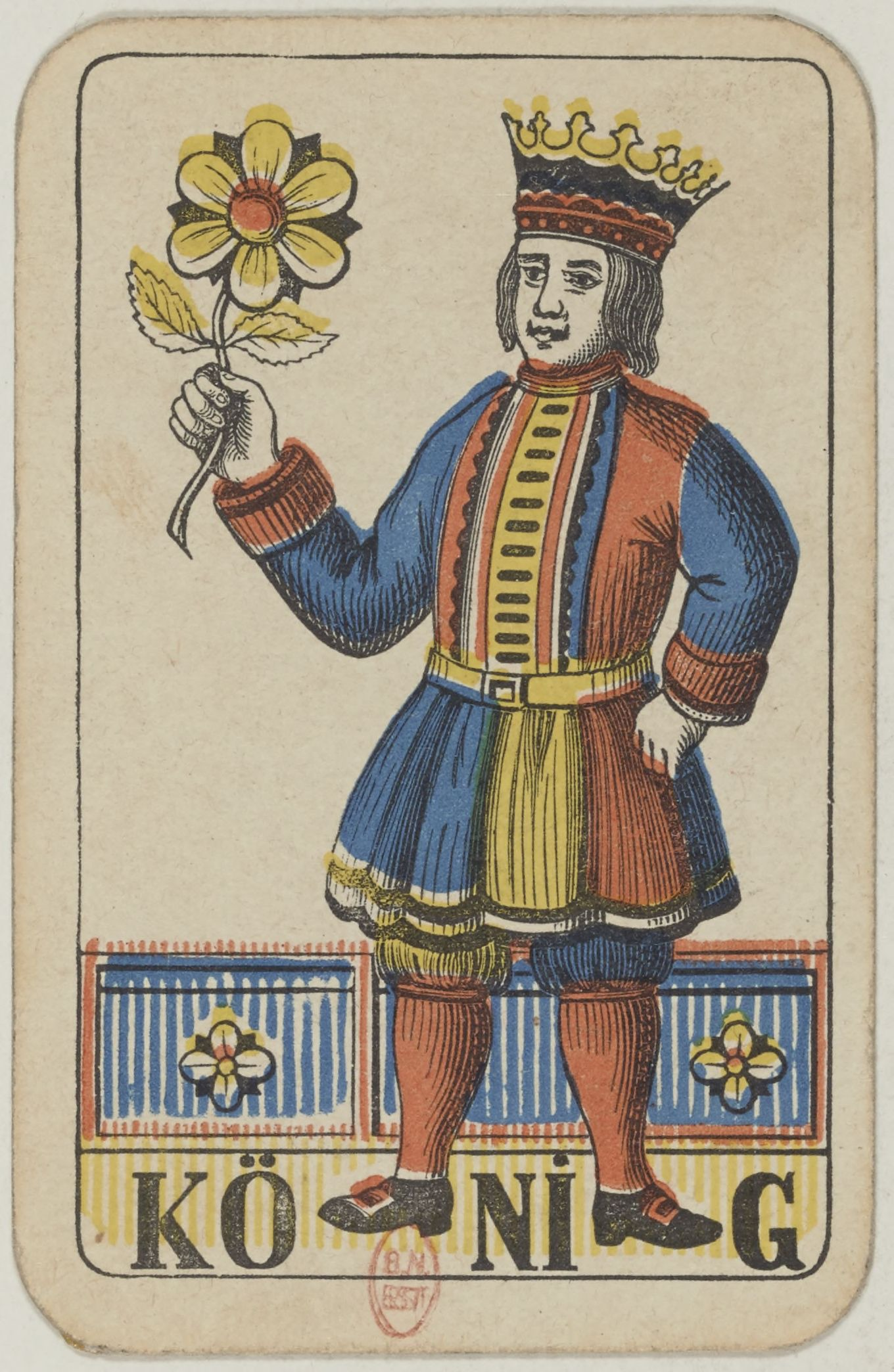
King